# Paavo Berglund
Paavo Berglund (* 14. April 1929 in Helsinki; † 25. Januar 2012 ebenda; eigentlich: Paavo Allan Engelbert Berglund) war ein finnischer Dirigent.

## Werdegang
Berglund studierte zunächst Geige an der Sibelius-Akademie in Helsinki und war Mitglied des Finnischen Radio-Sinfonieorchesters. Im Jahre 1949 gründete er ein eigenes Kammerorchester und war 1953 an der Gründung des Helsinki Chamber Orchestra beteiligt. 1956 wurde er Dirigent am Finnischen Radio-Sinfonieorchester und war danach von 1962 bis 1972 Chefdirigent dieses Orchesters. 1975 wurde er Musikdirektor des Helsinki Philharmonic Orchestra.
Paavo Berglund leitete auch außerhalb von Finnland viele bedeutende Orchester und war deren Chef- oder erster Gastdirigent, so beim Bournemouth Symphony Orchestra (ab 1965 bis 1979), mit dem er für EMI viele Werke für die Schallplatte aufnahm. Beim Scottish National Orchestra war er von 1981 bis 1985 erster Gastdirigent. Weiterhin dirigierte er u. a. die Berliner Philharmoniker, das London Symphony Orchestra, die Sächsische Staatskapelle Dresden, die St. Petersburger und Moskauer Philharmoniker, das Gewandhausorchester Leipzig und das Israel Philharmonic Orchestra.

## Rezeption
Berglund war besonders geschätzt für seine Interpretationen der Werke seines Landsmannes Jean Sibelius und nahm dessen sämtliche Sinfonien dreimal für die Schallplatte auf. Sibelius selbst konnte Mitte der 1950er Jahre im hohen Alter noch von Berglund geleitete Aufführungen seiner Werke hören und schätzte ihn sehr. Berglund dirigierte auch die Erstaufnahme der Kullervo-Sinfonie und war an der Neu-Edition der 7. Sinfonie beteiligt. Außer für Sibelius setzte sich Berglund auch für andere skandinavische Komponisten des 20. Jahrhunderts ein, so etwa für Aulis Sallinen und Joonas Kokkonen.
Seine Diskografie umfasst weiterhin Werke von u. a. Johannes Brahms (komplette Sinfonien bei Ondine), Wolfgang Amadeus Mozart, Edvard Grieg, Carl Nielsen (komplette Sinfonien bei Red Seal) und Dmitri Schostakowitsch.